# Marcelo José Oliveira
Marcelo José de Oliveira (Santa Rita do Sapucaí, Brasil, 5 de septiembre de 1981) es un futbolista brasileño. Juega de defensa.

## Clubes
| Club             | País     | Año         |
| ---------------- | -------- | ----------- |
| Corinthians      | Brasil   | 2004        |
| Grêmio           | Brasil   | 2005        |
| CA Metropolitano | Brasil   | 2006        |
| Atromitos        | Grecia   | 2006-2011   |
| APOEL            | Chipre   | 2011-2014   |
| Moreirense       | Portugal | 2014-2017   |
| C.D. Santa Clara | Portugal | 2017 - 2018 |